# Crocota niveata
Crocota niveata là một loài bướm đêm trong họ Geometridae.